# Hinrich von dem Springe

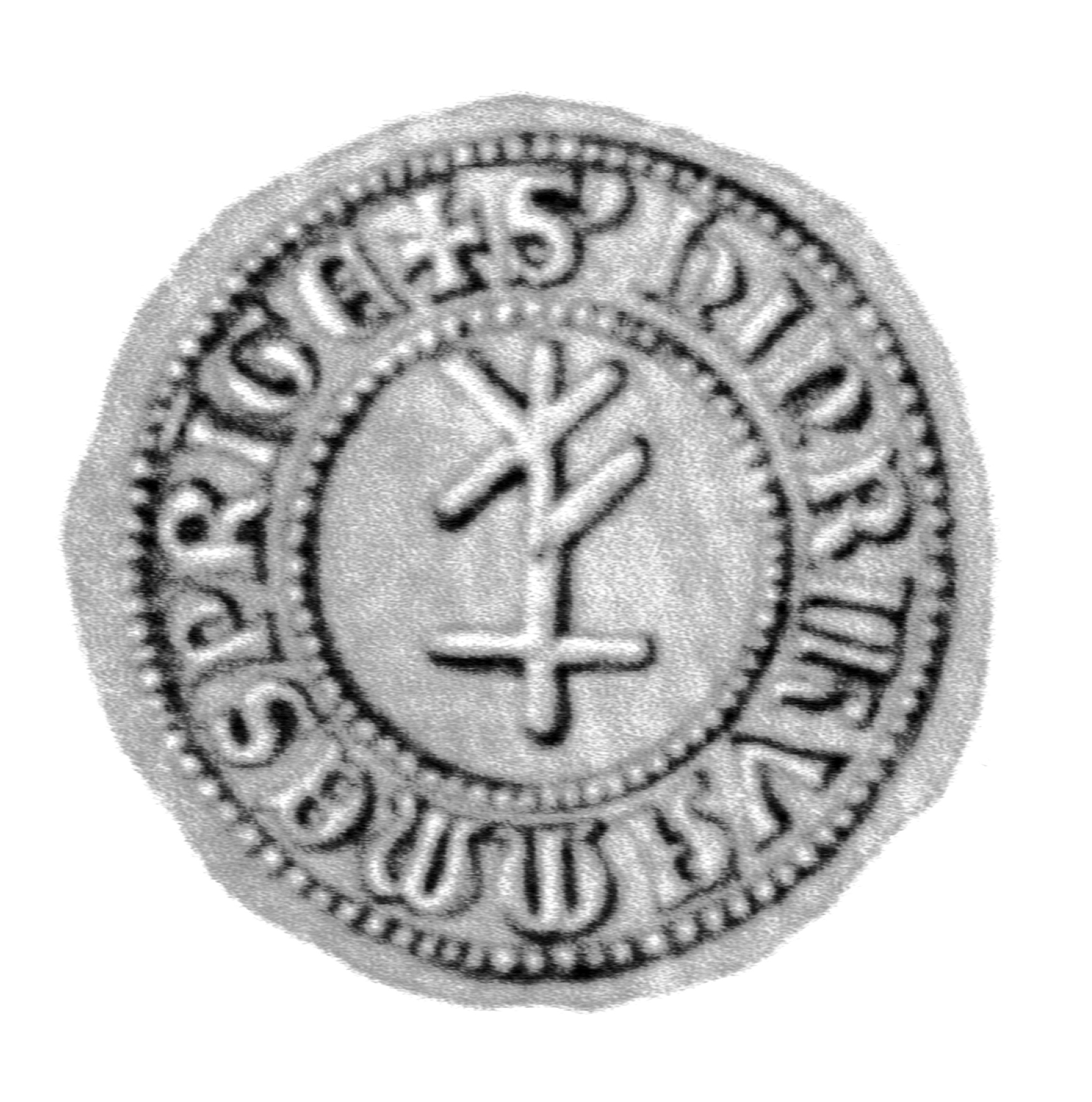
Siegel des Hinrich von dem Springe mit Hausmarke um 1412

Hinrich von dem Springe († kurz vor 1437) war Ratsherr der Hansestadt Lübeck.

## Leben
Hinrich von dem Springe war möglicherweise Krugwirt in Lübeck, verfügte also über eine Kruggerechtigkeit. Dem seit den bürgerlichen Unruhen 1408 bestehenden Neuen Rat gehörte er von 1409 bis 1413 an. Er war im Rat von 1409 bis 1411 als Wetteherr tätig. 1412 ist er als Vorsteher des Heiligen-Geist-Hospitals und des St. Jürgen-Siechenhauses nachgewiesen. In Testamenten Lübecker Bürger wird er mehrfach als Urkundszeuge und als Vormund aufgeführt. Er bewohnte das Haus Mühlenstraße 5 in der Lübecker Altstadt.